# دهستان گل‌بانو
گل بانو، دهستانی است از توابع بخش پائین جام شهرستان تربت جام در استان خراسان رضوی ایران.

## جمعیت
براساس سرشماری سال ۱۳۸۵جمعیت آن  ۷۹۹۸نفر (۱۶۱۴خانوار) بوده‌است.